# Slag bij Badr
De Slag bij Badr is de eerste grote veldslag tussen moslims en Mekkanen in maart 624 (ramadan 2 AH) bij de stad Badr Hunayn. De moslims wonnen de Slag bij Badr.
Op de vraag naar het waarom van deze (en andere) expedities van Mohammed zijn verschillende verklaringen mogelijk.
Een islamitische visie is dat de moslims vanwege de emigratie van Mekka naar Medina al hun rijkdom hadden achtergelaten in Mekka, en nu probeerden een deel van hun achtergelaten rijkdom terug te krijgen door de Mekkaanse handelskaravanen aan te vallen. 
In het jaar 624 probeerde Mohammed met een leger van circa 300 moslims een Mekkaanse karavaan op terugreis uit Syrië te onderscheppen, maar stuitte daarbij op een 1000-koppig Mekkaans leger dat was gestuurd om de karavaan te beschermen. Ondanks de numerieke overmacht van de Mekkanen behaalden de moslims de overwinning, waarbij ze 10 paarden, 150 kamelen, kostbare wapens, kleding en leder buitmaakten. Tussen de 45 en 70 Mekkaanse soldaten werden gedood. Mohammed beval dat hun lichamen werden gegooid in een lege put. Hij beval zijn soldaten ook de Mekkaanse aanvoerder Amr ibn Hisham (Abu Jahl) te vinden. Abdullah bin Mas'ud vond hem op de rand van de dood. Hij hakte zijn hoofd af en bracht die naar Mohammed. Deze prees vervolgens Allah. Daarnaast namen de moslims een aantal krijgsgevangenen. Omar ibn al-Chattab stelde voor de gevangenen te laten executeren, maar Aboe Bakr haalde Mohammed over losgeld voor hen te vragen. Dit werd gedaan en hiermee verbeterde de economische situatie van de moslims in Medina aanzienlijk. Vervolgens zou echter soera De Buit 67 zijn geopenbaard waarin deze beslissing wordt veroordeeld. Een aantal gevangenen werd hoe dan ook geëxecuteerd onder wie Uqba bin Abu Mu'ayt, die voorheen kameleningewanden op Mohammed had gegooid toen hij nog in Mekka woonde.
Volgens de overleveringen (zie Soera De Buit 9) zou de engel Djibriel de moslims hebben bijgestaan met een leger van engelen.
De Koran, of ten minste het deel ervan dat in de beginperiode van Mohammeds verblijf in Medina bestond, zou met de gewonnen Slag bij Badr zijn autoriteit vestigen en moslims zouden uit dankbaarheid voortaan in de maand ramadan vasten.

## Ridderorde
De Slag bij Badr wordt in de Arabische wereld nog steeds herinnerd. Saoedi-Arabië stichtte in 1971 een Grote Keten van Badr als exclusieve ridderorde.

## Vernoeming
Tijdens de Jom Kipoeroorlog van 1973 werd de oversteek door Egyptische soldaten van het Suezkanaal door president Sadat Operatie Badr genoemd.